# Gazelle (Zeitschrift)
Gazelle: Das multikulturelle Frauenmagazin war eine multikulturelle und feministische Frauenzeitschrift, die von 2006 bis 2009 als Druckausgabe und danach bis 2021 im Onlineformat erschien.

## Geschichte
Das eigenfinanzierte Magazin erschien seit Juli 2006 im Berliner Tingis Verlag und wurde von der Journalistin Sineb El Masrar gegründet. Es richtete sich in erster Linie an Frauen mit Migrationshintergrund und hatte eine Auflage von 10.000 Exemplaren.
Es gab dreizehn Rubriken: Aktuelles, Leben in Deutschland, Ausland, Kommentar, Karriere, Familie & Partnerschaft, Gesundheit, In fremden Töpfen, Kultur, Mode & Schönheit, Persönlichkeiten der Zeit, Was'n das? sowie die Rubrik Feiertage der Weltreligionen.
Online-Ausgabe
Im April 2009 ging Gazelle mit einem Relaunch ihrer Website online. Dabei wurde ein neues Layout und ein neues Logo verwendet.
2011 stand das Magazin kurz vor dem Aus, wurde aber durch Solidaritätsaufrufe anderer Medien und die somit erreichten 1000 neuen Abo-Verträge gerettet.
Das letzte valide Memento der Website ist für den September 2021 nachweisbar.